# Krishna
Pour le fleuve, voir Krishna (fleuve).
 (mars 2009).
Si vous disposez d'ouvrages ou d'articles de référence ou si vous connaissez des sites web de qualité traitant du thème abordé ici, merci de compléter l'article en donnant les références utiles à sa vérifiabilité et en les liant à la section « Notes et références ».
Krishna (Krichna,IAST: Kṛṣṇa, कृष्ण, sombre, bleu-noir, en sanskrit) est une divinité centrale de l'hindouisme. Dans la plupart des traditions hindoues, il est le huitième ou le neuvième avatar  (incarnation) de Vishnou l'un ou l'autre étant son frère Balarâma,. Pour les tenants du vishnouisme gaudiya, il représente la divinité suprême à l'origine de toutes les autres. Krishna est la divinité la plus vénérée de l'Inde à l'origine de nombreuses sampradaya (traditions) bhakta (dévotionnelles) dédiées à son adoration.

## Origines
La première mention de Krishna se trouve dans le Rig-Veda (Mandala VIII, 3-4) comme nom d'un sage. Dans l'hymne védique, on trouve le récit d'une défaite de 50 000 krishna et de leurs familles par le dieu Indra. Les populations qui peuplaient la plaine gangétique avant l'arrivée des Aryens ont une carnation foncée qui serait ainsi à l'origine du nom de Krishna.
On le retrouve ensuite comme fils de Dewali et érudit dans un texte antérieur à la rédaction finale du Mahābhārata, la Chhāndogya Upanishad, puis, à partir de là, il accède au statut de divinité dans des textes comme le Harivaṃśa, un ajout tardif au Mahābhārata qui raconte l'enfance du dieu chez les bouviers, ou comme le Gita-Govinda qui narre les péripéties de sa vie amoureuse avec les gopis. Le Bhâgavata-purâna qui raconte la vie du dieu, durant son incarnation terrestre (d'une manière parallèle au Mahābhārata), est considéré pour beaucoup comme un livre sacré.
Il est possible que Krishna soit un ancien Feu divin. Son nom fait penser à un « feu noir » comparable au Surt scandinave et à Hermès « barbouillé de suie » avec qui il a des ressemblances nettes dont le caractère pastoral. La composante noire (invisible) du feu se manifeste par la suie. Le feu noir est également celui de la magie.
La position de Krishna dans l'hindouisme est complexe : il offre le visage d'un dieu aux multiples aspects et apparaît sous de nombreux noms, dans de multiples histoires, parmi différentes cultures et dans différentes traditions indiennes ; parfois celles-ci se contredisent.

## Aspects principaux
Ses principaux aspects :
- Krishna-enfant : les épisodes de son enfance dans la forêt de Vrindavan sont un thème central des discours dévotionnels en Inde et sont censés contenir de grands mystères ésotériques ;
- Krishna-berger : le dieu des bergers. Il est différent en cela de son frère Balarâma, dieu des cultivateurs, qui s'appelle parfois Haladhar, le seigneur à la charrue (ou pioche) ;
- Krishna centre de la dévotion. Il est fréquemment montré jouant de la flûte, séduisant les gopis (les gardiennes de troupeaux) de Vrindavan ;
- selon les Gaudiya Vaishnava (vaishnava du Bengale issu de la filiation de Chaitanya) Krishna est « avatar » ou la source de tous les avatars. Vishnou lui-même devient alors une de ses multiples émanations. Il enseigne le dharma et le yoga à Arjuna dans la Bhagavad-Gîtâ.

Un certain nombre de traditions locales et de divinités régionales ont pu avoir été englobées dans les histoires et la personne de Krishna.

## La vie de Krishna

### Krishna enfant et adolescent

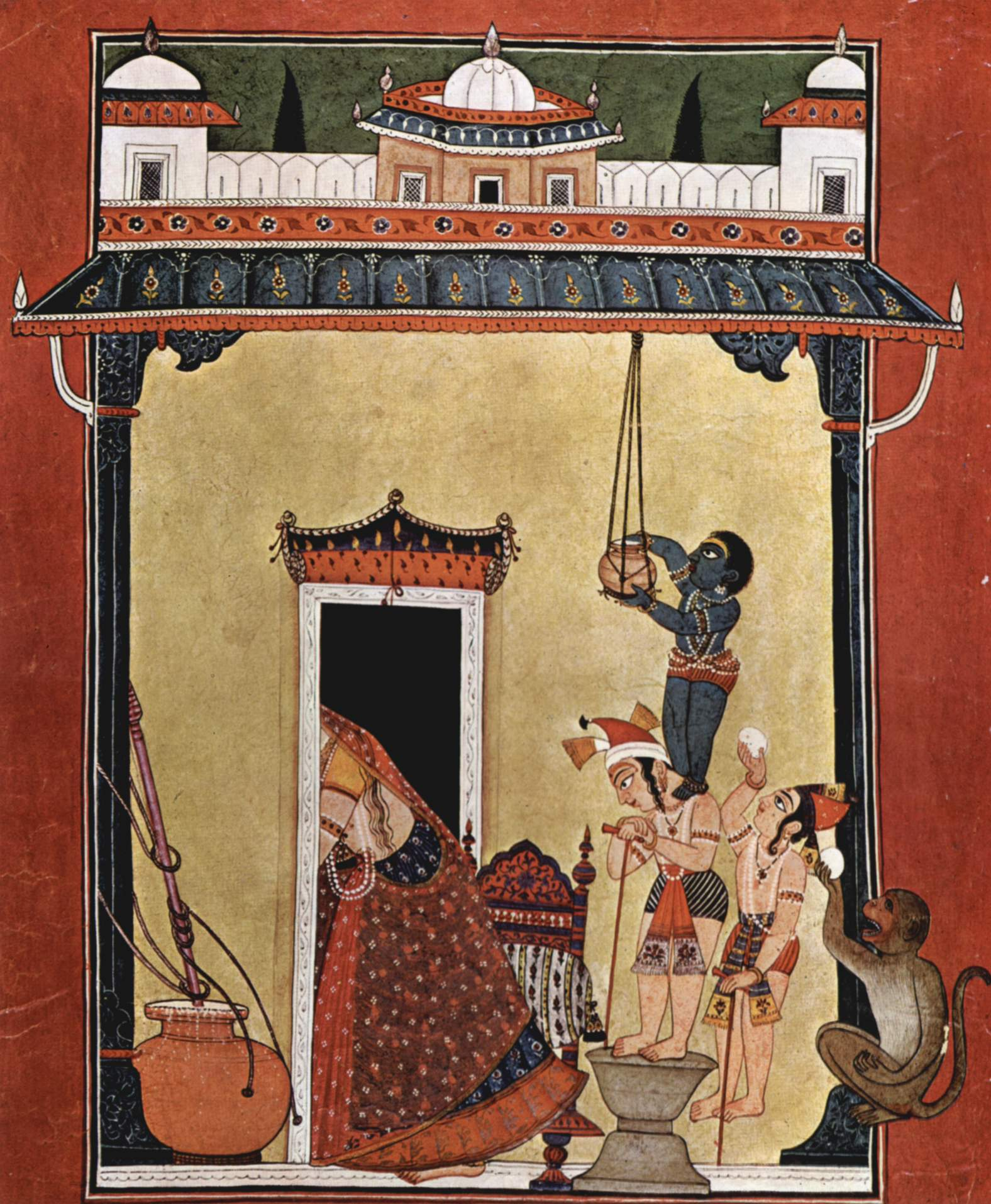
Krishna enfant volant du beurre frais (peinture sur papier de l'École de Basohli, vers 1750).

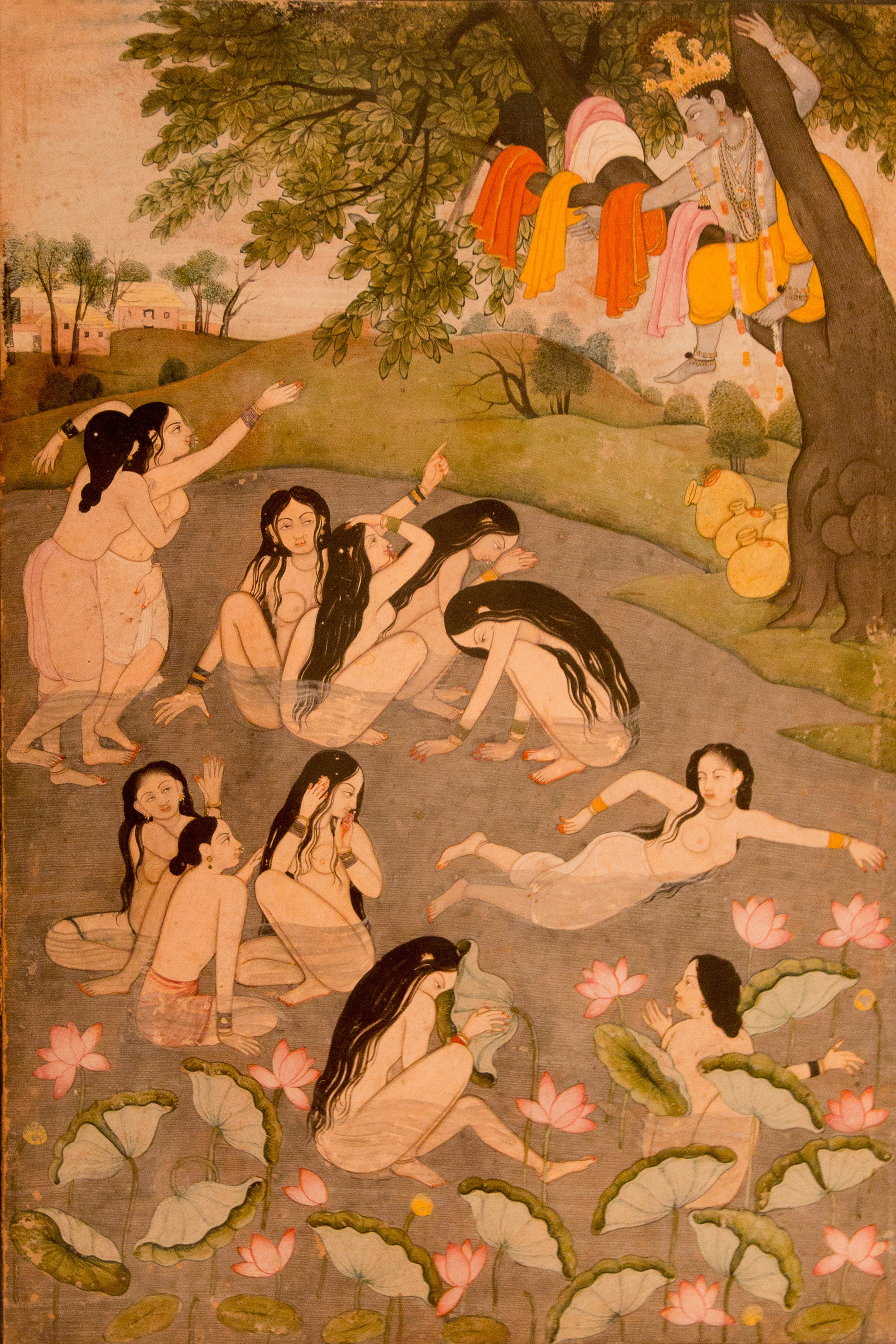
Les gopis demandent leurs vêtements à Krishna ou Vastra Haran (« Dérobement des vêtements »). Peinture Pahari de style École de Kangra, réalisée vers 1800.

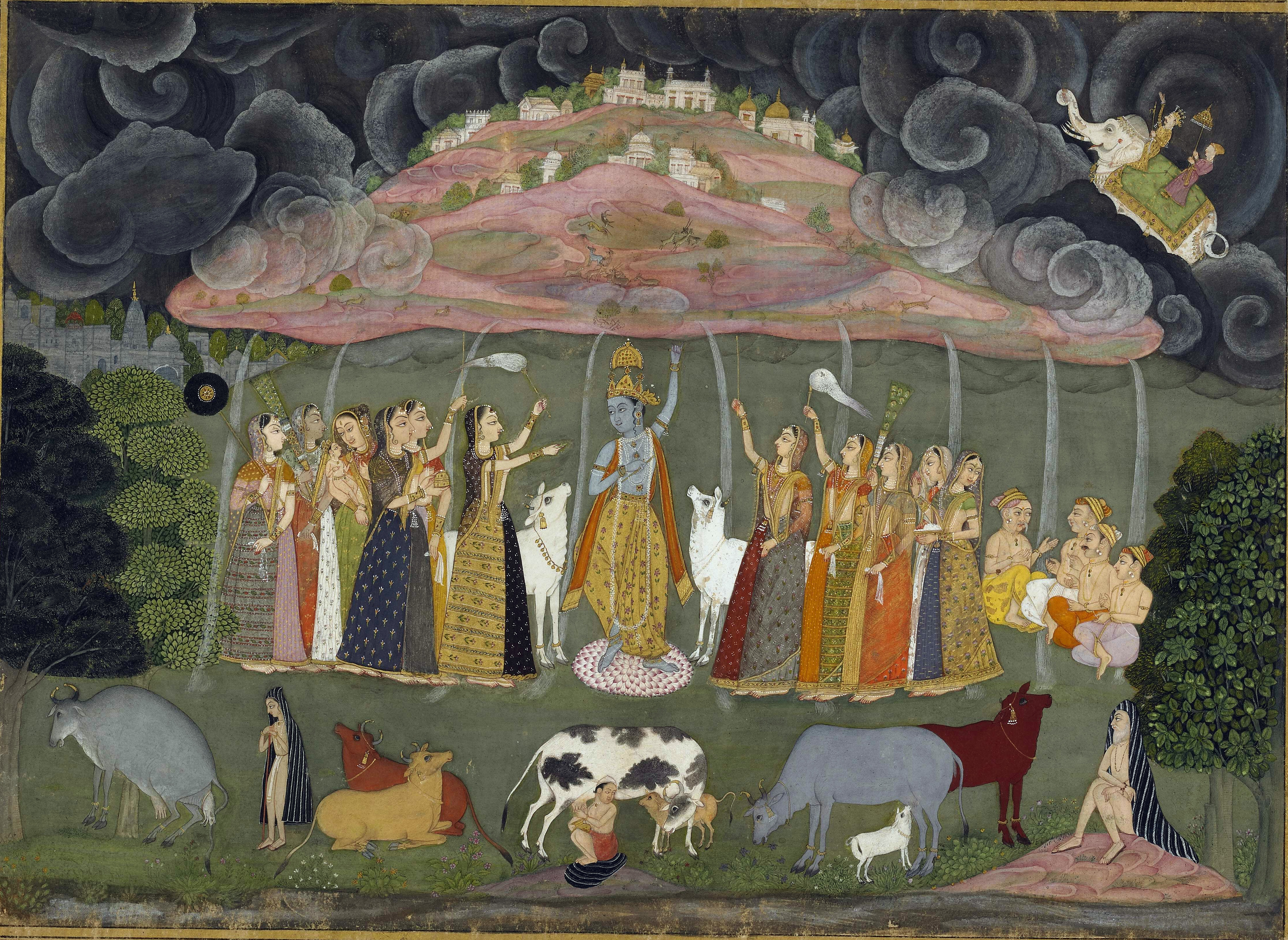
Krishna soulève le Mont Govardhana (Bikaner, vers 1690).

Selon la tradition, Krishna naît à Mathurâ d'un cheveu noir de Vishnou, fils du prince Vasudeva et de Devakî. Kamsa, un râja de la lignée des Bhoja, cruel et immoral, règne sur Mathurâ après avoir renversé son père, Ugrasena. Kamsa est aussi le frère de Devakî et il est amoureux de sa sœur, qui doit épouser le prince Vasudeva. Alors qu'il conduit le char qui mène Devakî à son nouvel époux, il entend une voix céleste qui lui prédit que le huitième enfant de sa sœur causera sa chute. Fou de rage, il tire Devakî par les cheveux hors du char et lorsque Vasudeva voit cela, il lui promet de lui remettre ses enfants à naître. Le couple tient sa promesse pour ses six premiers enfants, mais le septième, Balarâma, est confié en secret à Rohinî, une des femmes de Vasudeva. Lorsqu'il apprend qu'il a été trompé, Kamsa emprisonne le couple. Devakî met bientôt au monde un nouvel enfant, Krishna, et grâce à un miracle qui endort les soldats de Kamsa, Vasudeva réussit à s'échapper pour un temps, se rend au village de Gokula et confie Krishna à un couple de vachers, Yashoda et Nanda, qui le lui échangent contre une de leurs filles, Yoga Mâyâr. Au matin, Kamsa apprend la naissance d'un nouvel enfant, s'en empare et tue Yoga Mâyâ qui se transforme en créature céleste et lui rappelle la prédiction. Kamsa fait tuer tous les nouveau-nés, mais Krishna lui échappe. Il lui envoie ensuite plusieurs démons pour le combattre, mais sans succès.
Son frère l'ayant retrouvé et rejoint, il produit, aidé de celui-ci, de nombreux miracles pour contrer les maléfices dirigés contre lui et Balarâma par Kamsa notamment avec la maléfique rākṣhasī Pūtanā envoyée par ce dernier pour tuer Kṛiṣhṇa enfant en lui donnant le sein. Elle fut anéantie par celui-ci qui lui suça tout le corps. Finalement, Krishna décide de mettre fin aux embarras que lui cause Kamsa, le renverse et rétablit sur son trône le roi Ugrasena. Installés maintenant à Mathurâ, Krishna et Balarâma doivent défendre la cité contre les attaques du puissant râja Jarâsandha du Magadha, un parent de Kamsa. Après dix-huit batailles indécises, il faudra l'intervention de Bhima, le héros du Mahâbhârata pour abattre Jarâsandha.
Cependant, le jeune Krishna continue son travail de vacher à Vrindavan. Sa fréquentation des gopis, les vachères du village, jeunes filles ou femmes mariées, est le sujet de nombreuses histoires. L'une des plus célèbres, maintes fois illustrée par des miniatures, est l'épisode où, trouvant les gopis se baignant nues dans un étang, il leur vole leurs vêtements et se réfugie au sommet d'un arbre, ne daignant leur rendre leurs affaires que lorsqu'elles viennent les lui demander au pied de l'arbre. Il est aussi, souvent, accompagné de Râdhâ, son amante préférée avant son épouse principale Rukminî, (il a eu huit épouses en tout) au centre d'une ronde dansée par les gopis, ronde qu'il accompagne de sa flûte banshrî appelée Râsa-mandala, instrument toujours pratiqué aujourd'hui en Inde en son honneur, particulièrement au Manipur où son culte est très actif.
Les rapports de Krishna et des gopis, des femmes qu'il est censé avoir toutes satisfaites, symbolisent le Principe divin auquel les âmes individuelles cherchent à s'unir pour obtenir la libération.
Krishna s'oppose aussi aux dieux indo-européens plus anciens, ce qui tend à confirmer son origine aborigène[réf. nécessaire]. Jeune homme, il persuade son beau-père et les autres vachers de Vrindâvana de ne plus vénérer le dieu Indra, mais de faire à la place une pūjā au Mont Govardhana et aux vaches. Le dieu, irrité de ne plus être prié, déclenche un déluge mais Krishna soulève la colline et dit aux habitants du village de se réfugier sous elle où ils seront à l'abri et où tous leurs besoins seront satisfaits. Comprenant sa défaite, Indra se prosterne devant Krishna et implore qu'on lui pardonne son orgueil et sa colère. Krishna rend cependant hommage à Agni, le dieu védique du feu sacrificiel, et en obtient le chakra, une arme incendiaire terrible.

### Krishna adulte
Krishna quitte ensuite les rives de la Yamunâ et s'installe avec son peuple à Dvârakâ au Gujarat. Là il rencontre et épouse Rukminî. Plus tard, il participe aux côtés d'Arjuna et des Pândava à la grande bataille de Kurukshetra évoquée dans le Mahâbhârata (dans lequel la Bhagavad-Gîtâ décrit l'enseignement de Krishna), puis sa sœur Subhadra épouse Arjuna.
Les dieux l'avertissent un jour qu'il doit abandonner Dvârakâ avec tous ses habitants sinon sa lignée s'éteindra. Alors qu'ils s'arrêtent en route sur le rivage, les hommes s'enivrent et des affrontements éclatent. Krishna et son frère Balarâma tentent de ramener le calme sans succès. Ils pénètrent alors dans la forêt et entrent en méditation pour chercher une solution lorsqu'il est frappé par la flèche d'un chasseur nommé Jâras — « Vieil âge » — qui le prend pour un cerf. Atteint au talon, la seule partie vulnérable de son anatomie, il meurt et son corps est brûlé par le chasseur. Seul son cœur ne se consume pas : il est encore dans une idole en bois dans l'ancienne ville de Purri. Ce cœur est appelé BrahamaPadharta ou DivyaPadharta ce qui signifie matériel divin.
Les ossements de Krishna sont retrouvés et recueillis plus tard par des dévots et Vishvakarma, le sculpteur des dieux, lui façonne à la demande d'Indra ou de Vishnou une statue reliquaire. Cependant, dérangé dans sa tâche, il laisse son travail à l'état d'ébauche, ce qui explique l'aspect toujours rudimentaire de cette représentation de Krishna sous la forme de Jagannâtha, le « Seigneur de l'Univers ».

## Les noms de Krishna
On donne quantité de noms à Krishna, dont :
- Dâmodara (« Ventre en forme de corde ») ;
- Venugopâla (« Maître des vaches à la flûte ») ;
- Devakîputra (« Fils de Devakî ») ;
- Jagannâtha (« Maître du monde ») ;
- Yashodakrishna ;
- Hari ;
- Pârthasharâthi ;
- Shârngin ;
- Dvârakâvasin ;
- Govinda (« Celui qui protège les vaches ») ;
- Gopala ;
- Mâdhava ;
- Ishvara ;
- Nrsimhadeva ;
- le Seigneur.

## Célébration
Plusieurs événements de la vie (réelle ou fictive) de Krishna sont célébrés par les différentes religions qui le reconnaissent ;
- la naissance de Khrishna ou Janmashtami : célébrée, en 2013, le 28 août[9] ou à certains endroits le samedi 31 août[10] ;
- une autre célébration très répandue en Inde du sud, à l'Ile Maurice et à la Réunion est le Govinden Thiruvizhar, fête qui commémore le culte du Mont Govardhana. Elle a lieu tous les ans du 17 septembre au 17 octobre. Un jeûne végétarien est observé et des célébrations ont lieu les samedis de ce mois. Durant les prières du samedi, une grande lampe est allumée et brûle toute la nuit. C'est un festival important où durant toute la nuit des chants et danses en l'honneur de Krishna ont lieu. Le jeûne a lieu durant le mois tamoul de Puraṭṭāci. Il est dit que durant ce mois, Saturne influe négativement sur les humains, alors il est recommandé de se rapprocher de la lumière de Krishna pour combattre cet effet.

## Galerie

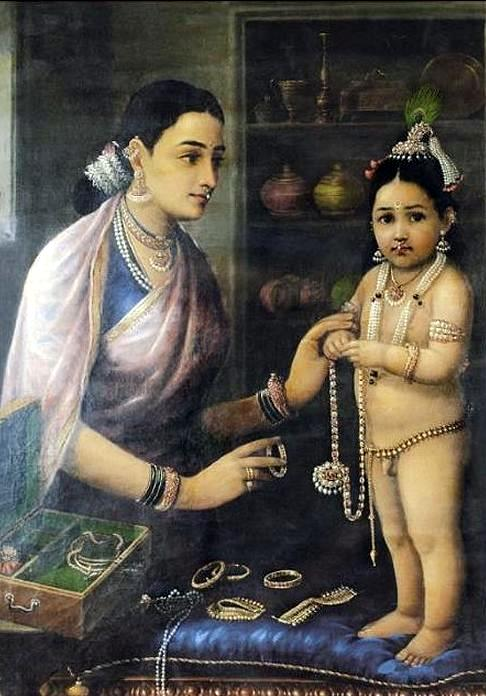
Krishna et sa mère nourricière, Yashoda (œuvre de Ravi Varmâ)
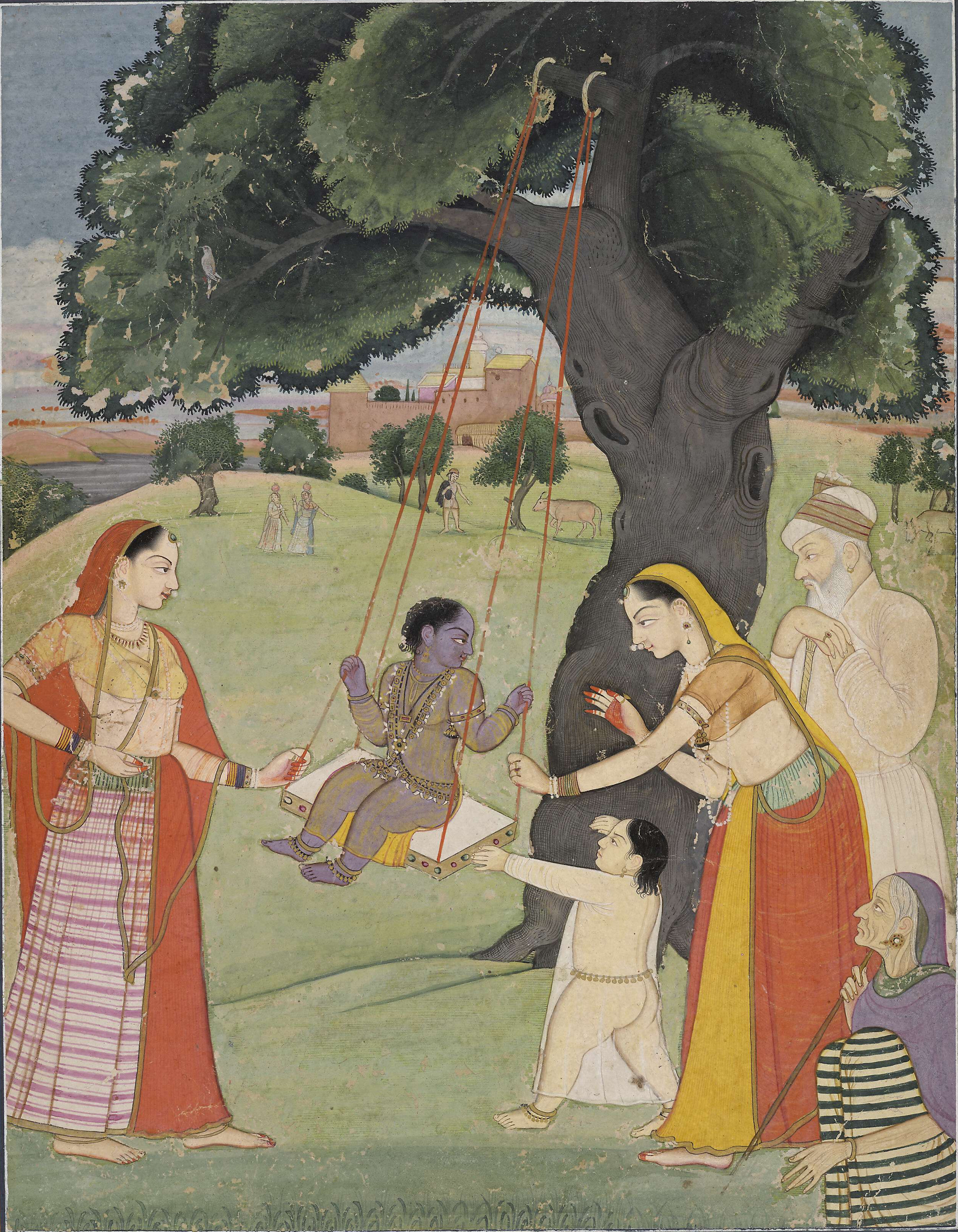
Krishna enfant sur une balançoire. Peinture Pahari de l'École de Guler (Himachal Pradesh), réalisée autour de 1755.
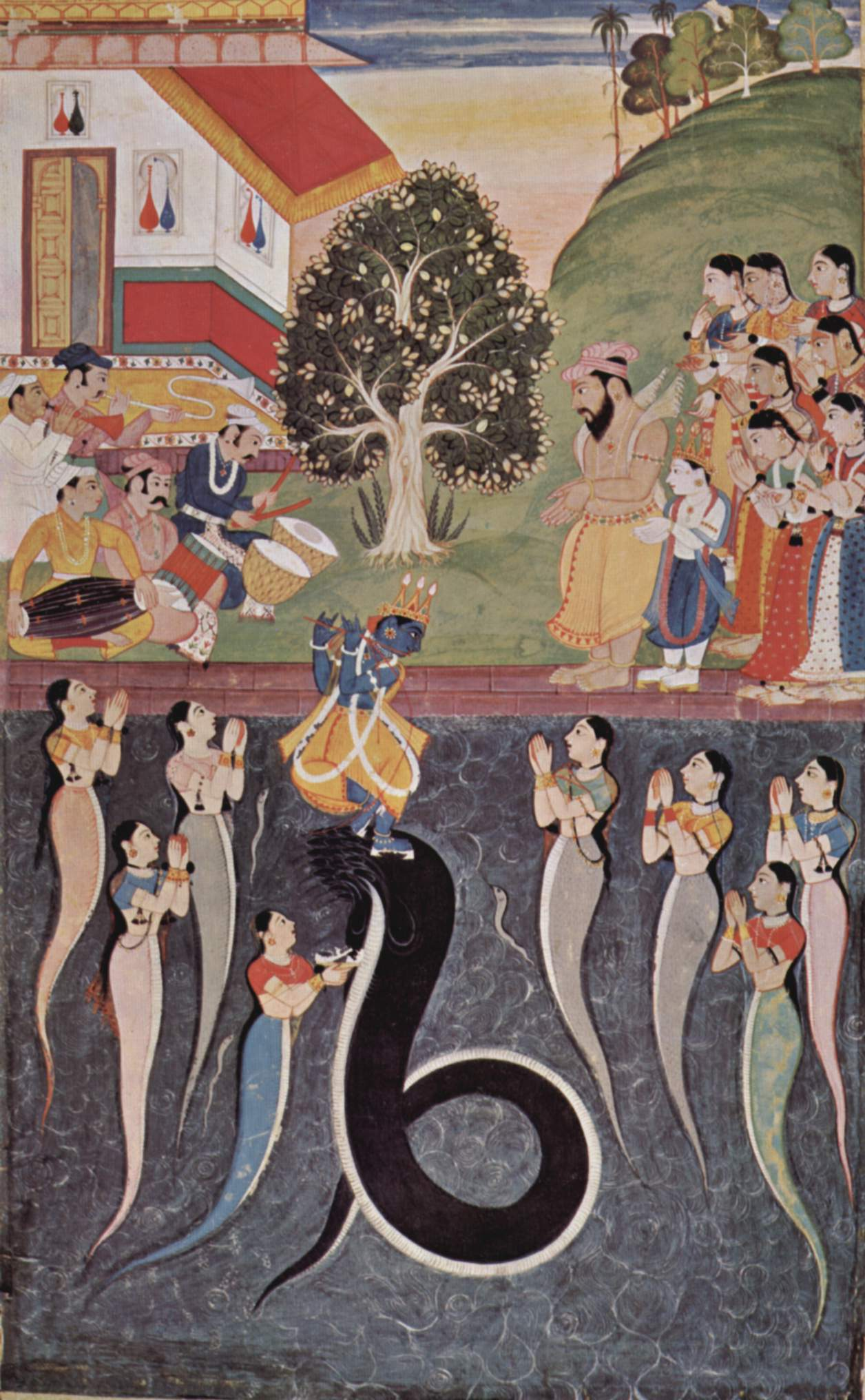
Kaliya vaincu par Krishna. Miniature rajpoute (École de Bundi) extraite d'un manuscrit réalisé autour de 1640.
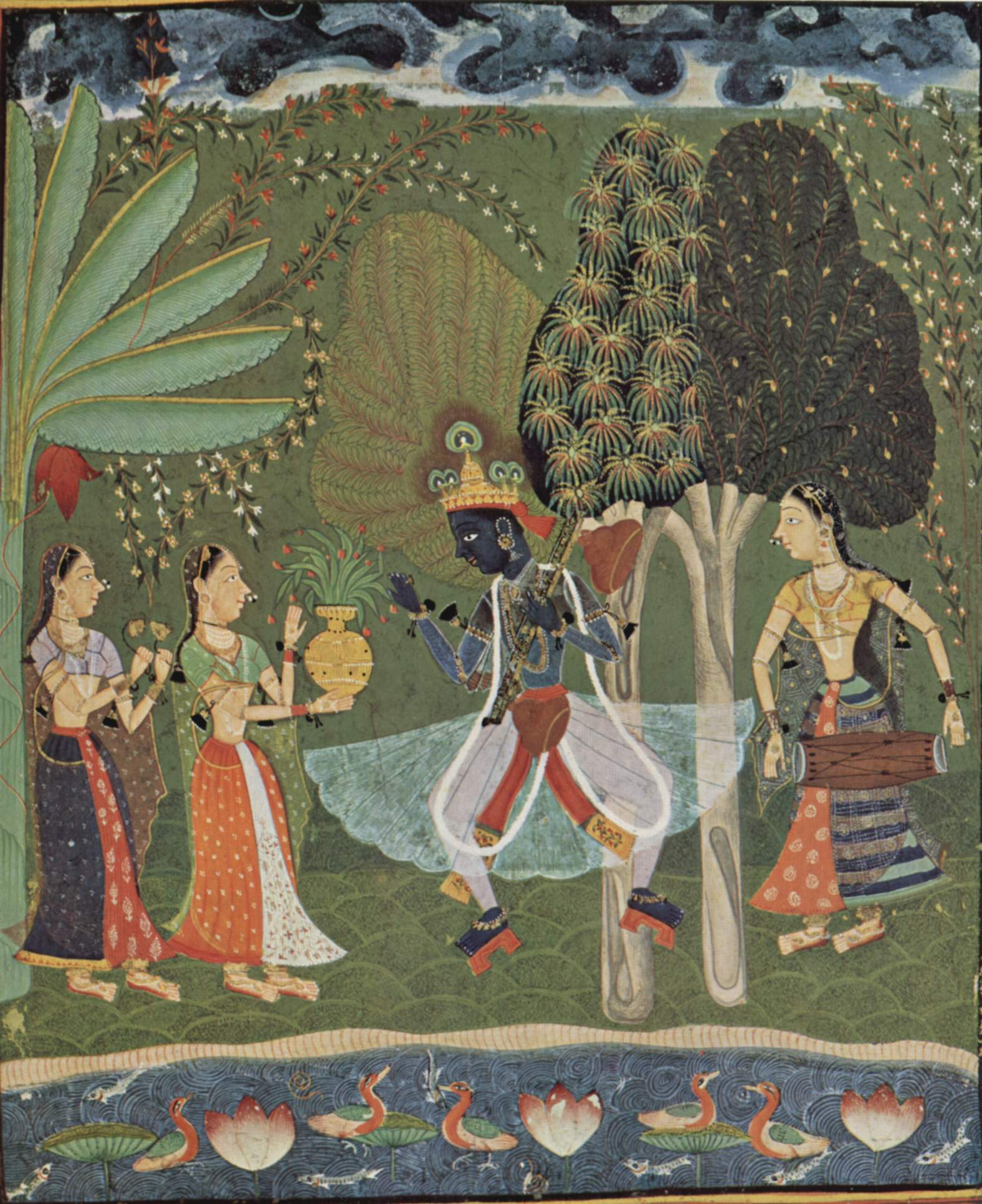
Krishna dansant. Peinture rajpoute de l'École de Bundi, réalisée vers 1620.
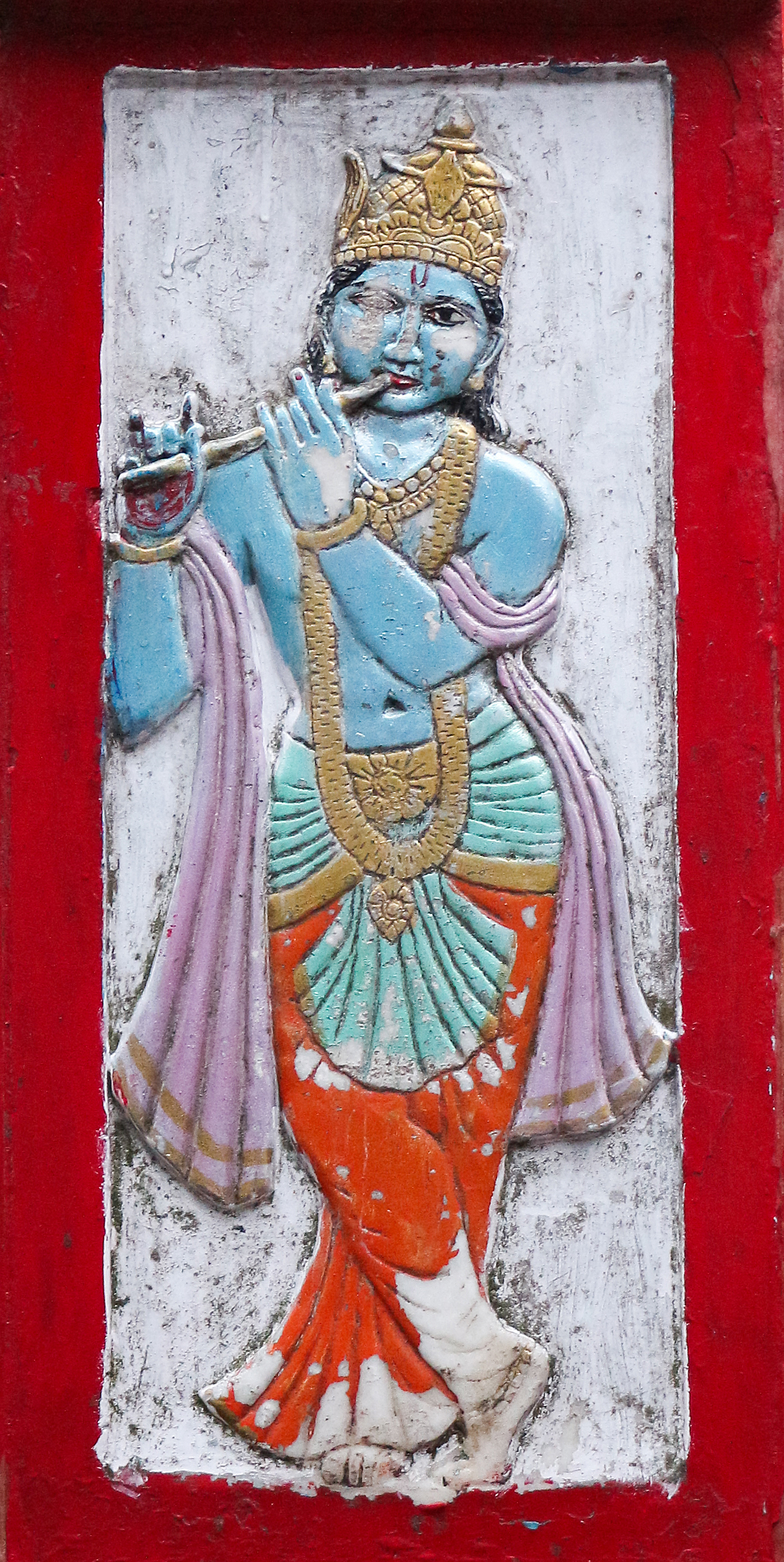
Bas-relief de Krishna au temple Mahakal à Darjeeling